# Arretium
Arretium ist der antike lateinische Name der Stadt Arezzo. Sie war bereits im 6. Jahrhundert v. Chr. eine der führenden Städte der Etrusker und fiel im 3. Jahrhundert v. Chr. unter die Herrschaft des Römischen Reichs. Im Krieg gegen Hannibal diente sie den Römern als wichtiger Stützpunkt. In der Zeit der späten Republik und frühen Kaiserzeit hatte sie eine bedeutende Tonwarenindustrie mit Herstellung berühmter arretinischer Keramik.

## Geschichte

### Etruskische Zeit
Die in voretruskischer Zeit entstandene, im Tal des oberen Arno gelegene Stadt war schon früh eine der mächtigsten Städte Etruriens. Ihr etruskischer Name war Aritim. Sie befand sich 3 km vom heutigen Arezzo entfernt auf dem Hügel San Cornelio und war durch eine Quadersteinmauer gut geschützt. Höchstwahrscheinlich gehörte sie zum etruskischen Zwölfstädtebund. Eines ihrer führender Geschlechter waren die Clinii. Eventuell leitete der aus Arretium gebürtige Gaius Maecenas seinen Stammbaum von dieser Adelsfamilie ab. Erstmals erwähnt wird die Stadt vom römischen Geschichtsschreiber Dionysios von Halikarnassos, nach dessen Bericht ihre Einwohner zusammen mit jenen der etruskischen Städte Clusium, Volaterrae, Rusellae und Vetulonia den Latinern Militärhilfe gegen den angeblich von 616–579 v. Chr. regierenden römischen König Tarquinius Priscus geleistet haben sollen. Die Historizität der von Dionysios erzählten Ereignisse ist aber umstritten.
Zu einem nicht genau bekannten Zeitpunkt wurde die etruskische Stadt auf eine nahegelegene niedrigere Anhöhe verlegt, auf der heute u. a. die Kathedrale von Arezzo steht. Auch die Neustadt war von einer um 300 v. Chr. erbauten, teilweise erhaltenen, aus Stein und gebrannten Ziegeln bestehenden Mauer umgeben und entwickelte sich zum späteren Arretium. Vitruv und Plinius lobten die Stärke ihrer alten Ziegelmauer. Archäologische Funde wie u. a. eine bronzene Chimäre des 5. Jahrhunderts v. Chr., ein von Euphronios gefertigter rotfiguriger Krater und eine bronzene Minerva-Statue des 4. Jahrhunderts v. Chr. zeugen von der hohen Kultur und dem Wohlstand der Stadt schon lange vor der römischen Eroberung.
311 v. Chr. war Arretium die einzige etruskische Stadt, die sich nicht am Krieg gegen die Römer beteiligte. Obwohl sie sich dann doch dem antirömischen etruskischen Bund angeschlossen zu haben scheint, beeilte sie sich im nächsten Jahr, mit dem Konsul Quintus Fabius Maximus Rullianus einen 30-jährigen Frieden zu schließen. Offenbar zogen die Arretiner 294 v. Chr. mit den anderen Etruskern erneut in den Krieg mit Rom, mussten aber um Frieden bitten und teuer einen 40-jährigen Waffenstillstand erkaufen. Zu diesem Zeitpunkt dürften sie durch interne Streitigkeiten, die einmal sogar zu einem offenen Krieg führten, geschwächt gewesen sein. 285 v. Chr. wurde Arretium von senonischen Galliern belagert und bat Rom um Hilfe, das ein Entsatzheer schickte. Obwohl dieses geschlagen wurde, fiel die Stadt nicht in die Hände der Senonen.

### Römische Periode
Nach der Eroberung eines Großteils von Italien war Arretium ein bedeutender militärischer Stützpunkt der Römer. Hier wurde 225 v. Chr. die gallische Invasion vom Konsul Gaius Atilius Regulus zurückgeschlagen. Im Zweiten Punischen Krieg bezog der Konsul Gaius Flaminius 217 v. Chr. seine Stellung bei Arretium, um sich hier dem weiteren Vormarsch Hannibals zu widersetzen, während sein Amtskollege Gnaeus Servilius Geminus zum gleichen Zweck Ariminum (heute Rimini) besetzte. In einer späteren Phase des Hannibal-Kriegs kamen Zweifel an der Treue Arretiums auf. Der designierte Konsul Marcus Claudius Marcellus eilte herbei und verhinderte 209 v. Chr. den offenen Abfall der Stadt. Für die Zukunft wurden strenge Vorsichtsmaßnahmen getroffen. Aufgrund seines mittlerweile hohen Industrialisierungsgrads vermochte Arretium 205 v. Chr. zahlreiche Waffen und Ackergeräte sowie 120.000 Modii Weizen für Scipios Expedition nach Nordafrika zu liefern, wo dieser Karthago anzugreifen plante. 187 v. Chr. ließ der Konsul Gaius Flaminius seine Soldaten eine Straße von Arretium nach Bononia (heute Bologna) anlegen.
Seit 88 v. Chr. gehörte Arretium zur Tribus Pomptina, später zur siebten Region. Es half Gaius Marius in dessen Krieg gegen Sulla, der aber 82 v. Chr. endgültig den Sieg errang. Sulla bestrafte die Stadt für die Unterstützung seines Gegners, indem er ihren Einwohnern das römische Bürgerrecht entzog und ihr Territorium konfiszierte. Auch ließ er die Stadtmauer schleifen und siedelte in Arretium Veteranen als Kolonisten an, die unter der Bezeichnung Arretini Fidentiores zur bisherigen Bürgerschaft, den sog. Arretini veteres, hinzukamen. Die Stadt schloss sich dann der Catilinarischen Ver-schwörung an. Bei Ausbruch des Bürgerkriegs zwischen Caesar und Pompeius (49 v. Chr.) war Arretium eine der ersten Städte, die Caesar gleich nach dem Überschreiten des Rubikon zu besetzen beabsichtigte. Die Durchführung dieser Aufgabe vertraute er dem mit einer Streitmacht von fünf Kohorten ausgestatteten Marcus Antonius an. Als siegreicher Feldherr siedelte Caesar weitere Kolonisten (sog. Arretini Iulienses) hier an.
In der Kaiserzeit wird Arretium kaum noch in literarischen Quellen erwähnt. Die Fruchtbarkeit der Umgegend, u. a. Wein- und Weizenbau, trugen zum Wohlstand der Stadt bei, ebenso die großartige Tonwarenindustrie. Bereits im Zeitalter des Kaisers Augustus war Arretium bekannt für seine feine Keramik aus rotgebranntem Ton mit leuchtend rotem Überzug, u. a. Tafelgeschirr und mittels Stempeln reliefverzierte Gefäße. Sie wurde etwa im Zeitraum von 40 v. Chr. bis 40 n. Chr. produziert. Bei Ausgrabungen der 1880er und 1890er Jahre wurde eine große Stückzahl arretinischer Keramik gefunden, die sich heute teilweise im Archäologischen Museum Arezzos, teilweise im Besitz von Privatleuten und ausländischen Museen befindet. Vor allem Marcus Perennius und dessen Nachfolger betrieben in Arretium eine bedeutende Fabrik zur Herstellung von Terra Sigillata.

## Archäologische Funde
Die erwähnten Funde der Chimäre und Minerva-Statue von Arretium aus dem 5./4. Jahrhundert v. Chr. belegen die Existenz einer bedeutenden Bronzeindustrie und -kunst in der Stadt bereits in etruskischer Zeit. Außerdem weist die Entdeckung figürlicher Terrakotta-Dekoration darauf hin, dass bereits im 5. Jahrhundert v. Chr. größere Heiligtümer in Arretium erbaut wurden. Aus römischer Zeit wurden – wie erwähnt – umfangreiche Mengen arretinischer Keramik, u. a. zahlreiches rotes Tongeschirr mit Reliefs zum Teil von hohem künstlerischem Wert, gefunden. Es blieben auch viele Reste von Quadermauern der alten Stadtbefestigung, ein Theater und spärliche Überreste von Bädern erhalten. Das aus dem 1. bis 2. Jahrhundert n. Chr. stammende, etwa 7500 Quadratmeter große Amphitheater weist einen guten Erhaltungszustand auf. Ferner existieren noch etruskische und römische Gräber sowie zahlreiche lateinische Inschriften.